# Carl Vering

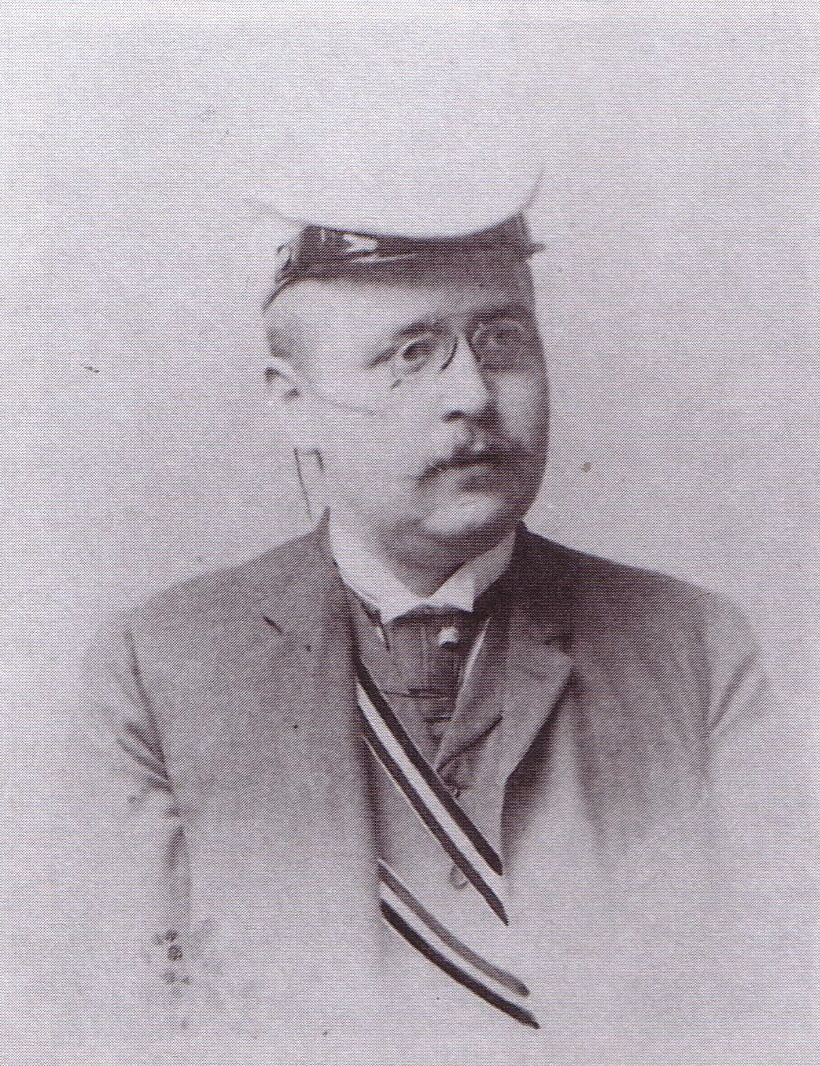
Carl Vering (1892)

Carl Vering (* 6. Februar 1871 in Osnabrück; † 15. Juni 1955 in Brakel, Westfalen) war ein deutscher Jurist, Kaufmann und Philosoph.

## Leben
Verings Vater Carl Hubert Vering (1834–1897) war einer der größten Bauunternehmer im Deutschen Kaiserreich. Carl Vering studierte Rechtswissenschaft an der Universität Freiburg und der Universität Bonn. Zum Dr. iur. promoviert, stieg er 1896 in das väterliche Tiefbauunternehmen C. Vering ein, das den Kaiser-Wilhelm-Kanal, den Elbe-Trave-Kanal, den Hamburger Freihafen, die Häfen von Tsingtau und Hongkong und andere Großprojekte baute. 
In Ostasien wandte sich Vering immer mehr der Philosophie zu, vor allem der Welt der Brahmanen, Buddha und Platon. 
Bei seiner Liebe zur Musik war ihm der Wiederaufbau der Bayreuther Festspiele nach dem Ersten Weltkrieg zu verdanken. Er gehörte dem Kuratorium an, das 1924 nach zehnjähriger Pause wieder Festspiele organisierte. Als einer der maßgeblichen Finanziers knüpfte er Kontakte zu Industrie, Politik und Aristokratie. Zeitlebens war er eng befreundet mit Siegfried Wagner. Als Verings Hamburger Haus (Holzdamm 8) 1943 in der Operation Gomorrha zerstört worden war, nahm ihn Winifred Wagner bis zum Ende des Zweiten Weltkrieges in der Villa Wahnfried auf.
Noch im Krieg hatte er seine Hamburger Haushälterin Anna Willecke geheiratet. Mit ihr von der US-amerikanischen Militärregierung aus Bayreuth vertrieben, zog er zu Verwandten seiner Frau in Westfalen. Anna Vering starb noch 1945. Vering blieb kinderlos.
Vering war ein passionierter und erfolgreicher Skeletonfahrer.
Carl Vering war Mitglied  des Corps Rhenania Freiburg (1889) und des Corps Guestphalia Bonn (1890). Das Corps Rhenania Freiburg verdankte ihm ihr zweites Corpshaus und verlieh ihm 1931 die Ehrenmitgliedschaft. Zeitlebens litt er unter dem für seinen Gegner tödlichen Duell Vering–Salomon (1890), das seinerzeit ein langes juristisches und gesellschaftskritisches Nachspiel hatte.

## Veröffentlichungen
- Platons Staat. Der Staat der königlichen Weisen. Englert und Schlosser, Frankfurt am Main 1925, 3. Auflage 1932.
- Platons Gesetze. Die Erziehung zum Staate. Englert und Schlosser, Frankfurt am Main 1926.
- Platons Dialoge in freier Darstellung. Englert und Schlosser, Frankfurt am Main 1929.